# Ljubisa Ranković
Pour les articles homonymes, voir Ranković.
Ljubisa Rankovic est un footballeur serbe né le 10 décembre 1973 à Valjevo. 
Cet ancien milieu de terrain gauche devenu entraîneur. Depuis décembre 2014, il est assistant de la SRB football.

## Biographie
Ljubisa Rankovic commence sa carrière de joueur en 1992 où il signe au FK Partizan Belgrade. 
En 2003 il quitte Belgrade pour le club chinois du Sichuan Dahe en prêt ; il joue 21 matchs et marque 3 buts. 
En fin de saison, il est sollicité pour rejoindre le SM Caen. Il arrive au club en même temps qu'un autre serbe, Zoran Jovicic. Le club normand a pour ambition de monter en Ligue 1, ce qu'il réussit en finissant vice champion de Ligue 2. Ljubisa joue 24 matchs et marque un but dans une équipe homogène dans laquelle il partage le poste de milieu gauche avec Yohann Eudeline. 
Pour la saison 2004-2005, il joue moins à cause de blessures mais aussi à cause de l'émergence de Reynald Lemaître en plus de la concurrence d'Eudeline à son poste. Le club participe à la finale de la Coupe de la Ligue 2005 (il ne joue pas le match). Malgré un changement d’entraîneur, le club descend en Ligue 2 et ne conserve pas le jour serbe alors en fin de contrat. 
Il rejoint donc le Metalurg Zaporijjye en décembre 2005, club pour lequel il ne joue que cinq matchs. Il est alors contacté par le FC Sète lors du mercato hivernal 2006. Le club est alors dernier de Ligue 2 et tente d'apporter du sang neuf en le recrutant tout comme Franck Silvestre et Benjamin Psaume. Il joue huit matchs, marque un but, mais le club redescend en National. 
En fin de contrat, il s'engage lors de l'été 2006 pour le FK Smederevo.
En 2008, il devient entraîneur adjoint puis team manager du Partizan Belgrade.
En 2013, il a été invité par le SM Caen à participer aux festivités du centenaire du club normand, où il a laissé de bons souvenirs.
En décembre 2014, il rejoint le club biélorusse du FK Dynamo Minsk comme entraîneur adjoint. Il est recruté par Vuk Rašović (en), ancien du Partizan Belgrade qui le connait bien. Après avoir travaillé avec Jokanović, Stevanovic (en), Stanojevic, Grant, Vermezovic (en), Rašović (en) et Nikolic, il commence un nouveau challenge.

## Carrière

### De joueur
- 1994-1996: Rad Belgrade ( Serbie)
- 1995-1996: Ilhwa Chunma / Cheonan Ilhwa Chunma ( Corée du Sud)
- 1996-2003: Partizan Belgrade ( Serbie)
- 2002 : →Sichuan Dahe prêt ( Chine)
- 2003 : →FK Zemun prêt ( Serbie)
- 2003-2005 : SM Caen ( France)
- décembre 2005-janvier 2006 : Metalurg Zaporijjye ( Ukraine)
- janvier 2006-2006 : FC Sète ( France)

### D'entraîneur
- janvier 2008-décembre 2014 :  Partizan Belgrade Team manager
- décembre 2014-... :  FK Dynamo Minsk Entraîneur adjoint

## Palmarès
- Championnat de Serbie : 
  - Champion en 1997, 1999, 2002 avec le Partizan Belgrade.
- Coupe de Serbie : 
  - Vainqueur en 1998, 2001 avec le Partizan Belgrade.
  - Finaliste en 1999 avec le Partizan Belgrade.
- Championnat de Ligue 2 :
  - Vice-champion en 2004 avec le SM Caen.
- Coupe de la Ligue :
  - Finaliste en 2005 avec SM Caen.